# Place des Vosges (Nancy)
Pour les articles homonymes, voir Place des Vosges (homonymie).
La place des Vosges est une place de la commune française de Nancy.

## Situation et accès
La place des Vosges n'est pas vraiment une place mais plutôt un carrefour, et appartient administrativement au quartier Charles III - Centre Ville.

## Origine du nom
La Place des Vosges a été dénommée en hommage au département des Vosges et au massif éponyme, symbole de la résistance à l'invasion allemande.

## Historique
La place provient de l'élargissement des rues avoisinantes. La porte Saint-Nicolas est au XVIIe siècle la première porte de la Ville-Neuve. 
C'est par elle que les ducs de Lorraine entrent solennellement dans Nancy le jour de leur avènement. Ils s'arrêtent devant la porte, côté extérieur de la ville, sur la place actuelle et prêtent le serment de maintenir les privilèges des trois ordres. Seuls Charles III et Léopold Ier font ce serment entre les deux murs de la porte où un autel est dressé.
La place a pris sa dénomination actuelle en 1954,

## Bâtiments remarquables et lieux de mémoire

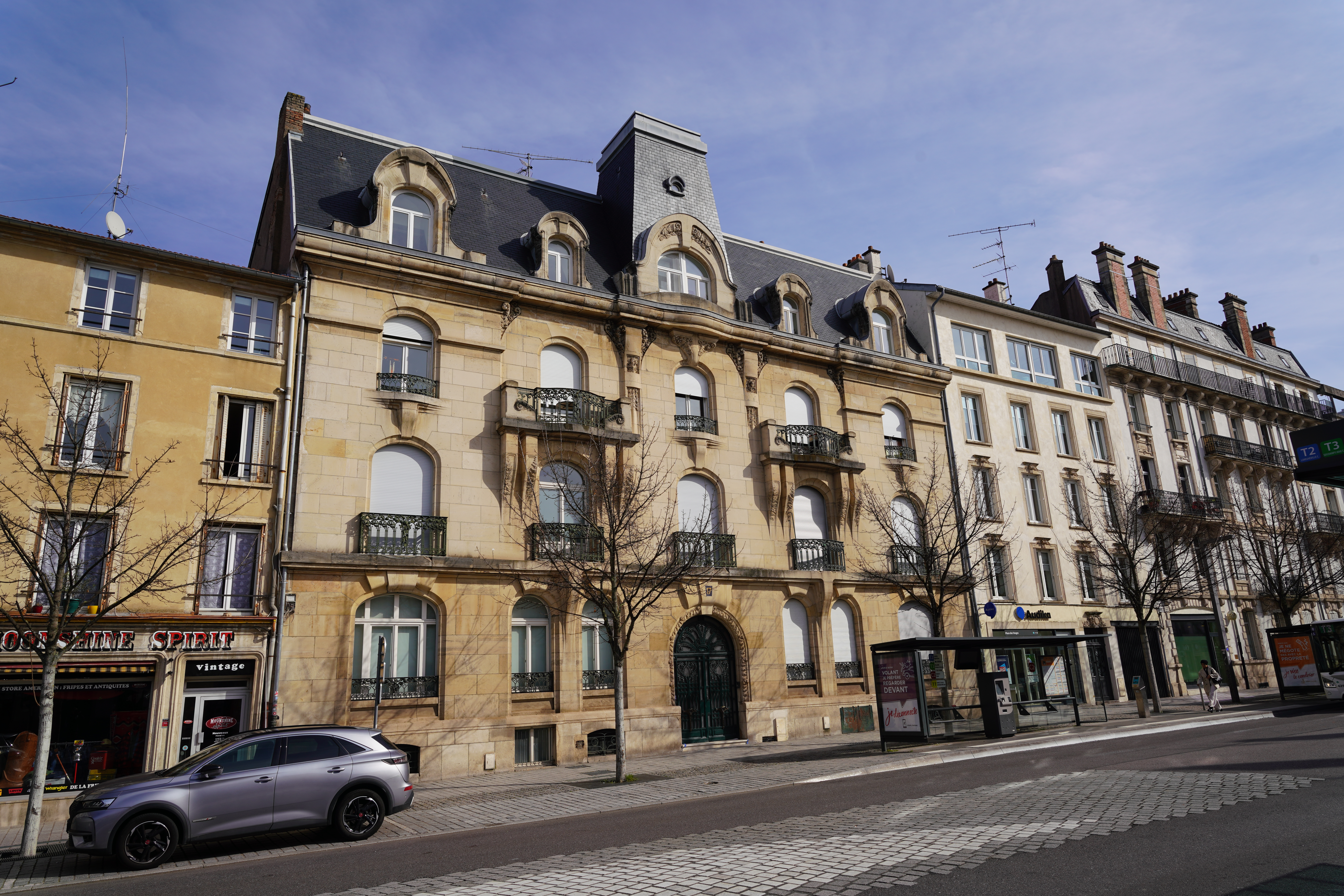
L'immeuble du N° 17.

- Porte Saint-Nicolas, édifice datant du XVIIe siècle et classé au titre des monuments historiques par arrêté du 15 janvier 1925[2].

- n°17 immeuble construit en 1922 par l’architecte Louis Déon